# Mi fai stare bene
Mi fai stare bene è il sesto album in studio del cantautore italiano Biagio Antonacci, pubblicato il 25 maggio 1998 su etichetta Mercury.

## Descrizione
L'album rappresenta una prova della maturità per Antonacci che, per la prima volta, ha ricoperto anche il ruolo di produttore discografico, insieme a Stefano De Maio. Registrato in presa diretta, in questo disco, Antonacci vuole esprimere positività e riesce a conferire a quasi tutti i pezzi un aspetto positivo, solare. Il titolo fa riferimento alla sensazione che la musica dà al cantautore, come lui stesso ha dichiarato in diverse occasioni.
Con oltre 800 000 copie vendute, Mi fai stare bene rimase in classifica per due anni, mentre il tour che lo segue riceve il Premio Tour al Festivalbar 1999.

## Tracce
Testi e musiche di Biagio Antonacci.
1. Mi fai stare bene - 03:45
2. È mattina - 03:56
3. Non vendermi - 04:15
4. Quanto tempo e ancora - 03:58
5. Cosa fai ragazza - 04:06
6. Iris (tra le tue poesie) - 04:01
7. Cattiva che sei - 03:50
8. Il prato delle anime - 04:24
9. Non cambiare tu - 04:24
10. Adesso dormi - 04:37
11. Il campione - 04:11

Tracce bonus nell'edizione limitata del 1999
1. Grazie... - 01:02
2. Quanto tempo e ancora [chitarra e voce] - 03:50
3. Il Sogno... - 01:16
4. Il prato delle anime [chitarra e voce] - 03:38

## Formazione
- Biagio Antonacci – voce
- Gabriele Fersini – chitarra elettrica
- Alessandro Magri – pianoforte, Fender Rhodes e organo Hammond C3
- Cristiano Dalla Pellegrina – batteria, percussioni
- Mattia Bigi – basso
- Emiliano Fantuzzi – chitarra acustica, ritmica ed elettrica
- Marco Tamburini – tromba
- Piero Odorici – sassofono
- Lucia Tarì – voce in Il prato delle anime

## Classifiche

### Classifiche settimanali
| Classifica (1999) | Posizione massima |
| ----------------- | ----------------- |
| Europa            | 29                |
| Italia            | 1                 |
| Svizzera          | 44                |

### Classifiche di fine anno
| Classifica (1999) | Posizione |
| ----------------- | --------- |
| Europa            | 97        |
| Italia            | 5         |